# SIG Security
SIG Security är en svensk intresseförening för alla som är verksamma inom och intresserade av informationssäkerhetsområdet. 
Föreningen arrangerar hel- och halvdagsseminarium kring aktuella informationssäkerhetsfrågor, och samarbetar även med andra föreningar med intresse inom informationssäkerhet.
SIG Security är Sveriges största informationssäkerhetsförening med drygt 600 medlemmar idag.
Föreningen grundades 1980 och var först med att arrangera en internationell IT-säkerhetskonferens vilket skedde 1983.